# Manuel de la Torre Quiza
Manuel de la Torre Quiza (Cuéllar, 1865 - Madrid, 1948) fue un político español militante en el Partido Liberal.
Estudió derecho en Madrid, donde ejerció durante algunos años la abogacía al finalizar su carrera. Tras pequeñas incursiones en la política local de su villa natal, fue nombrado diputado provincial por Segovia en 1900 y diputado a Cortes en 1901. Su carrera comenzó a ascender y fue nombrado senador del reino (1905), gobernador civil de Logroño (1914-1916) y de Albacete (1922-1923).
Fue académico de la Real Academia de Jurisprudencia y Legislación. Falleció en 1948.